# Zwaluwluisvlieg

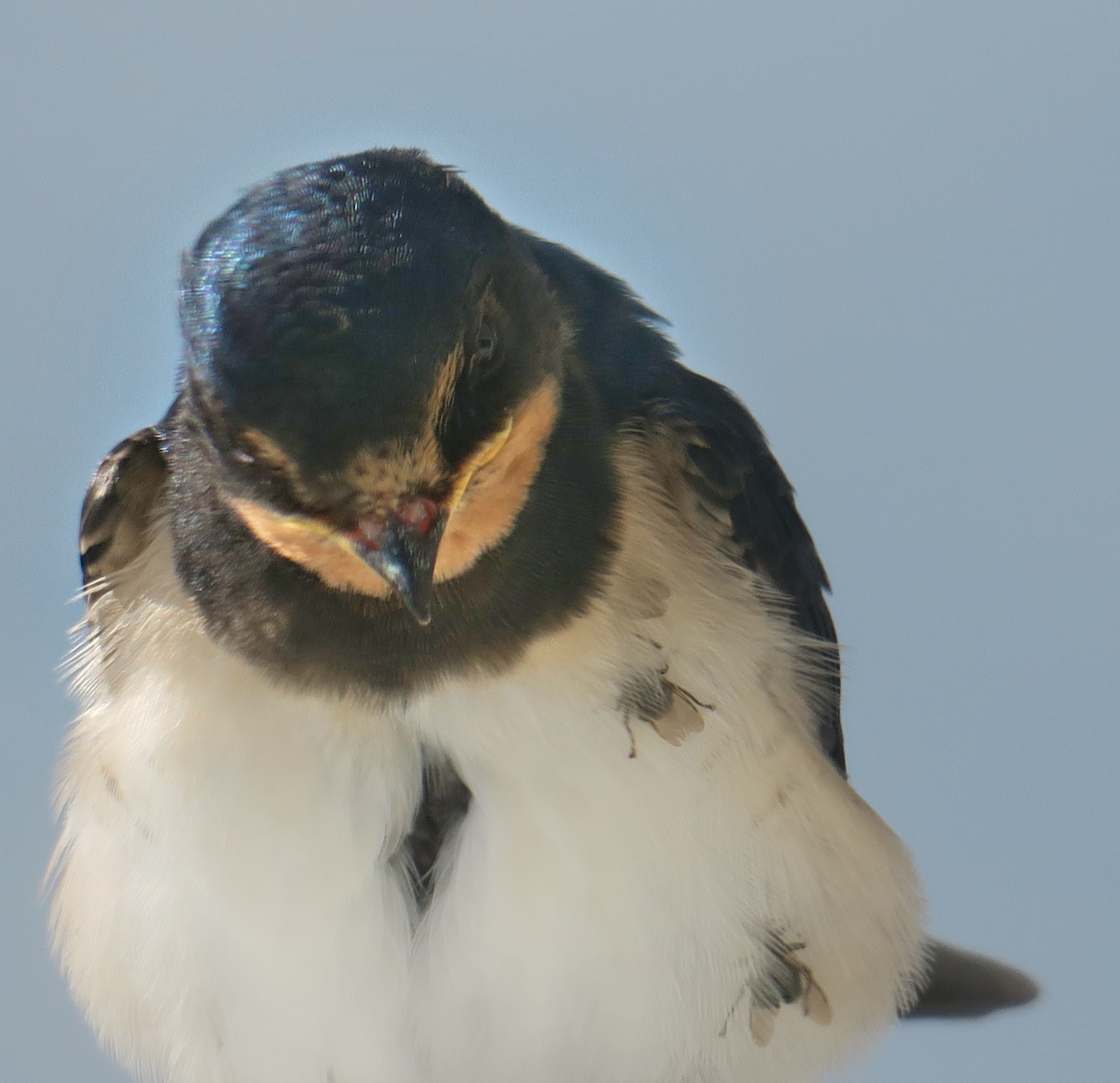
Zwaluwluisvliegen op en onder borstveren van een jonge boerenzwaluw

De zwaluwluisvlieg (Stenepteryx hirundinis) is een vliegensoort uit de familie van de luisvliegen (Hippoboscidae). De wetenschappelijke naam van de soort is gepubliceerd in 1758 door Linnaeus in de tiende editie van Systema naturae.
Luisvliegen hebben ondanks hun naam niets te maken met luizen. In Nederland en België komen ongeveer elf soorten luisvliegen voor die parasiteren op zoogdieren en vogels. Ze zuigen bloed bij hun gastheer.